# Hôtel Judic
El hotel Judic es un hôtel particulier parisina situado en el número 12 de la rue du Cardinal-Mercier, antes rue Nouvelle, en el 9 municipio.

## Historia

### El hotel de Anna Judic

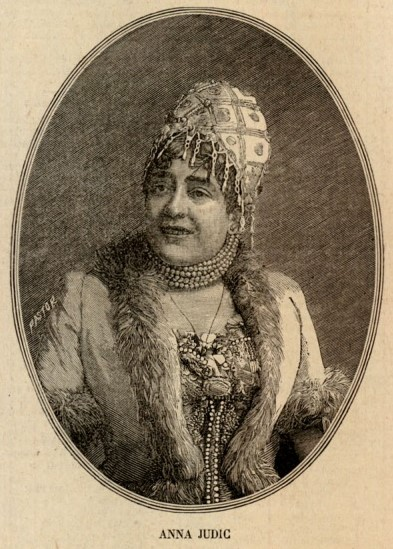
Anna Judic (grabado, 1884).

En 1883 , Anna Judic interpretó el papel principal en la opereta Mam'zelle Nitouche, y gracias a su éxito, ganó más de un millón de francos y  decidió hacerse construir una nueva mansión privada, cerca de la Place de Clichy, en un terreno ubicado en la rue Nouvelle. El matrimonio Judic compró la parcela de 271 mètres por 48 190 fr. 
Para acometer esta construcción encargó al arquitecto Jacques Drevet, quien pidió a Georges Trugard) que participara en la creación de la fachada monumental. Un año después del final de las obras y de su traslado, Anna Judic, tras la muerte de su marido Léon Émile Isrël, conocido como Émile Judic, cuyo funeral tuvo lugar el 7 de mayo de 1884 en su casa, debe vender sus propiedades en una subasta "para satisfacer la ley que rige las herencias y que hace tan difícil la copropiedad entre mayores y menores". Esta situación permitió que muchas personas la visitasen en diciembre de 1884. Entre ellos, el periodista y novelista Émile Blavet, quien publicó sus impresiones en un artículo titulado Interiorista y publicado en la revista La Vie Parisienne. Su impresión general es que hubo una estrecha colaboración entre el artista y su arquitecto "desde la base hasta la cima. Esta visita describió el edificio pero también el mobiliario:

El hotel, construido al estilo del siglo xvi , recuerda a los pequeños castillos de Blaisois . Su monumental fachada está atravesada por un gran ventanal con un gran balcón saliente y, en el entresuelo , por dos grandes tramos, uno de los cuales está sobre la puerta del carruaje de roble (...). Eso es todo por fuera. Entremos. Al final de un enorme pasillo, que da a un gran patio, se encuentran las cuadras y los cobertizos , parte del cual está subterráneo, por lo que los coches suben mediante un truco muy ingenioso, como los decorados de la Ópera. Cruzado el umbral, estamos en pleno Renacimiento . En la sala pavimentada con mosaicos conduce a una escalera redonda de madera tallada, girando en una jaula iluminada por antiguos vitrales franceses del siglo XVI , ( ...) del primero al cuarto piso. En la entreplanta, un comedor gótico , con una monumental chimenea (...). Esta habitación se encuentra debajo de una pequeña sala de estar, de la que está separada por unos pocos escalones. En esta logia completamente original , puedes poner una orquesta de músicos. (...).

En el primer piso está el vestíbulo y la galería de imágenes. Este salón, de proporciones catedralicias, sin chimenea de tres metros de ancho (...). Al fondo, en la calle, una ventana de iglesia , firmada Champigneulle, el primer vidriero de París. El techo es de piedra, rechampi azul y oro, y, a la altura de tres metros, son logias italianas redondeadas, (...). Desde este misterioso claroscuro, entramos a plena luz, en la galería, larga y alegre con el día en los dos polos. (...). Pero la maravilla de las maravillas es este techo de Clairin , donde el pintor ha representado a Judic en todos sus papeles, (...). Un corredor para cruzar y aquí estamos en el jardín de invierno (...). La luz cae, desde el techo abierto (...).Maincent volcó su encantadora imaginación en las paredes, donde los panoramas de Saint-Germain , Bougival y Chatou forman una sucesión de paisajes frescos, y dan la ilusión del campo en el corazón de París. (...) Hay dos habitaciones grandes en el ático (...

.
El 7 de enero de 1885 tiene lugar la venta en licitación por 300 000 fr, y de una casa de campo en Chatou, por 100 000 fr, a las dos horas, en la sala de subastas del Palacio de Justicia. Su abogado Me Milliot, que la representó, compró las dos propiedades con una puja superior de cincuenta francos por cada una.
Unos años más tarde, hacia 1891, presa de dificultades financieras, puso a la venta su hotel en la calle nueva, con sus muebles, y se fue de París a la villa que poseía en Chatou . La venta de joyas, diamantes, perlas, obras de arte y muebles, dibujos, acuarelas, pintura antigua y moderna, objetos varios, muebles y tapices, un total de 970 numéros, se desarrolló del 1 al 12 de diciembre de 1891 en el Hotel del número 12 de la rue Nouvelle.  El decepcionante total de la venta fue de 234 900 fr y el hotel fue vendido en 1892 al arquitecto y contratista, Émile Vabre.

### Período intermedio
Después de su compra, Émile Vabre y su esposa, lo acondicionaron y organizaron allí una velada social el 25 de diciembre de 1892. En 1906, todavía figura que residen aquí en el directorio de la sociedad parisina y ese mismo año de 1906, a finales de enero, un oficial ministerial anuncia su subasta, comentando que es de estilo renacentista con decoraciones de artistas, de 270 m, su precio de salida es de 225 000 fr y es de alquiler gratuito.
En 1907, el Círculo de comercio, letras, artes y deportes tiene aquí su domicilio y un allanamiento del comisario Soulières, de la brigada de juegos, descubre allí, dos mesas de baccarat que no funcionaban.
En 1908, un anuncio publicado en el diario Le Journal especificaba: “La Casa de las Artes, calle nueva 12 es la sala de fiestas de alquiler más artística".
En 1909, el Comisario Soulières vuelve a  investigarlo porque "por una tarifa de guardarropa de 25 fr podrías asistir a la exhibición de mujeres desnudas". Redacto un informe para el arrendatario y cuatro mujeres.
En Le Journal del 7 de abril de 1934, Art et la Vie anunciaba una visita al "hotel situado en el número 12 de la rue du Cardinal-Mercier, Construido por Eduardo VII para Judic ".

### El hotel de Otto-Klaus Preis
Otto-Klaus Preis, un joven dibujante alemán que vino, a trabajar a París en 1960, fue contratado como diseñador del taller de alta costura de Nina Ricci. Destacado por sus múltiples cualidades, evolucionó en la empresa antes de que Robert Ricci le confiara la « Ropa de deporte » y en particular las colecciones para Japón. Creó una nueva imagen de la marca y obtuvo la organización antes de ser reconocido por su éxito. Éxito profesional que le permitió pasar de amante del arte a coleccionista, particularmente de los XVI y XVII. Sus gustos también abrazan « La antigüedad grecorromana, el Renacimiento italiano y la gran escultura francesa del siglo XVII. Luego se convirtió en un entusiasta de finales del XIX.
Fue durante la década de 1970 cuando visitó el Hotel Judic y "cae bajo el hechizo de esta increíble residencia» y de su antigua propietaria que permanece presente en particular por su retrato, "techo del comedor con frescos". Este hotel corresponde a sus gustos, es una "cumbre del eclecticismo tan querido por su época, con su vertiginosa mezcla de arquitectura renacentista, desde el neogótico hasta Luis II de Baviera, y del barroco, ambiente que continúa en este barrio llamado Nueva Atenas".
En 2001, fue autor, como miembro de la Sociedad para la Historia del Arte Francés, del capítulo sobre el Hôtel Judic del libro La Nouvelle Athènes, haut lieu du Romantisme, editado por la ciudad de París.
Tras la muerte de Otto-Klaus Preis en 2003, su colección se vendió en una subasta el 9 de noviembre de 2005 por Sotheby's.

## Descripción
Desde la calle, el trazado de la fachada es original. Se descompone en dos partes, el de la derecha, el más importante, destaca por el gran ventanal de la planta noble para el que el maestro vidriero realizó la vidriera del encuentro de Antoine y Cleopatra. En el centro, en la parte inferior, una ventana de doble hoja da acceso al balcón que presenta una rica decoración que recuerda el estilo del primer Renacimiento francés. La parte izquierda de la fachada no tiene conexión con la parte derecha. La altura de la ventana corresponde a dos plantas del hotel.
En el interior del hotel, el vitral corresponde a una estancia particular a la que se denominaba hall, cuyas dimensiones eran singulares : una longitud de 9,20 m  por una anchura de 5,20 m  una altura de 7,70 m. Esta habitación incluye una chimenea monumental. La sala está cubierta con un techo gótico.
El segundo piso constituía los apartamentos privados de la actriz. Una puerta doble da acceso a la galería que da al vestíbulo. El amplio dormitorio, la sala de estar y el baño de la actriz estaban del lado del patio.
En el tercer piso, del lado de la calle, se proyectaron dos habitaciones para albergar el guardarropa de la actriz.

## Protecciones
La fuente situada al final de la calle está catalogada como monumento histórico desde el 30 de décembre de 1977.
El edificio está registrado como monumento histórico desde el 31 de juillet de 1990.
El apartamento que se extiende sobre dos niveles es objeto de una clasificación como monumento histórico desde el 12 de octubre de 1995.
A pesar de la falta de protección durante mucho tiempo, no fue objeto objeto de una operación inmobiliaria y se ha conservado.